# Base de datos de movimientos moleculares
La Database of Macromolecular Motions (traducción aproximada: Base de datos de Movimientos Macromoleculares) (molmovdb (en)) es un bioinformatics base de datos que intenta categorizar
movimientos macromoleculares, a veces también conocidos como cambio de la conformación de la macromolécula.

## Descripción
Fue originalmente desarrollado por Mark Bender Gerstein, Werner Krebs, y Nat Echols en
el Departamento de Bioquímica & de Biofísica Molecular en Yale Universidad. Los usuarios pueden buscar la base de datos para un movimiento particular por cualquier nombre de proteína o Banco de Dato de la Proteína ID número. Sin embargo, generalmente los usuarios introducirán la base de datos a través del Banco de Dato de la Proteína, el cual a menudo proporciona un hiperenlace de entrada para las proteínas encontradas en ambas bases de datos.
La base
de datos incluye una herramienta basada en la red (el servidor de Morfo), la cuál le permite a los principiantes
animar y visualizar ciertos tipos de cambios de conformación de las proteínas a través de breves vídeos. 
Este sistema utiliza técnicas de modelización molecular para interpolate los cambios estructurales 
entre dos conformadores diferentes de proteínas y para generar un conjunto de estructuras intermedias. 
Un hiperenlace que señala a los resultados de mutación es entonces enviado al mail del usuario.
El Servidor de Morfo era originalmente 
principalmente una herramienta de búsqueda más que herramienta de animación molecular general, y así ofrecido
usuario limitado sólo control sobre rendering, parámetros de animación, color, y punto de vista, y los métodos originales
a veces requirieron una cantidad justa de CPU tiempo a conclusión. Desde su
introducción inicial en 1996, la base de datos y servidor de morfo asociado han experimentado desarrollo
para probar para dirigir algunos de estos shortcomings 
así como
añade características nuevas, como Análisis de Modo Normal.
Otras tierras de búsqueda posteriormente han desarrollado sistemas alternativos, como MovieMaker (en) Archivado el 24 de enero de 2016 en Wayback Machine. de la Universidad de Alberta.

## Comercialización
Bioinformatics Vendedor DNASTAR tiene incorporó morfos de la base de datos a su comercial Protean3D producto. La conexión entre DNASTAR y los autores de la base de datos, si cualquiera, no es inmediatamente claro.